# Berméricourt
Berméricourt is een gemeente in het Franse departement Marne (regio Grand Est) en telt 109 inwoners (2004). De plaats maakt deel uit van het arrondissement Reims.

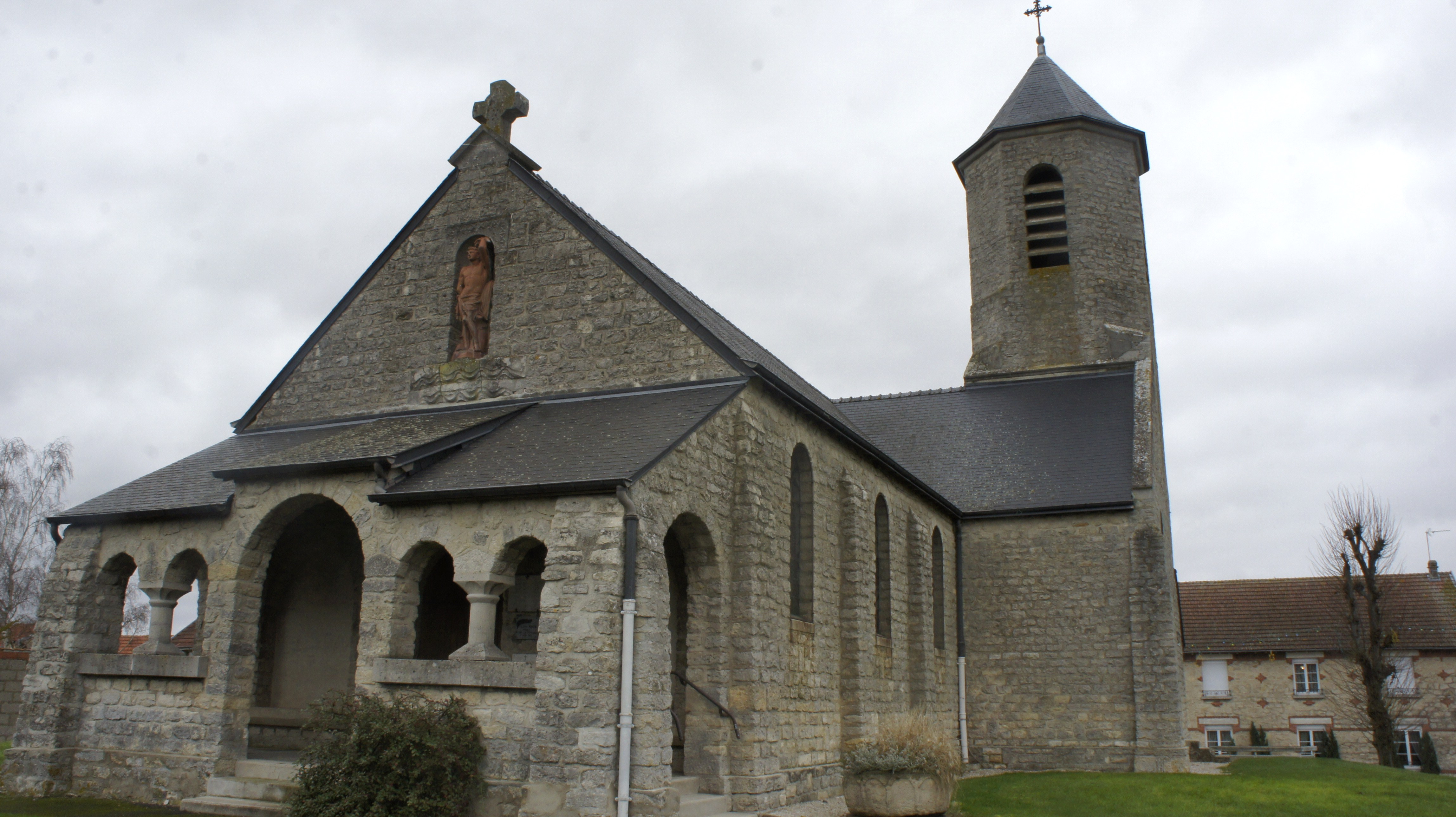
Kerk van Berméricourt
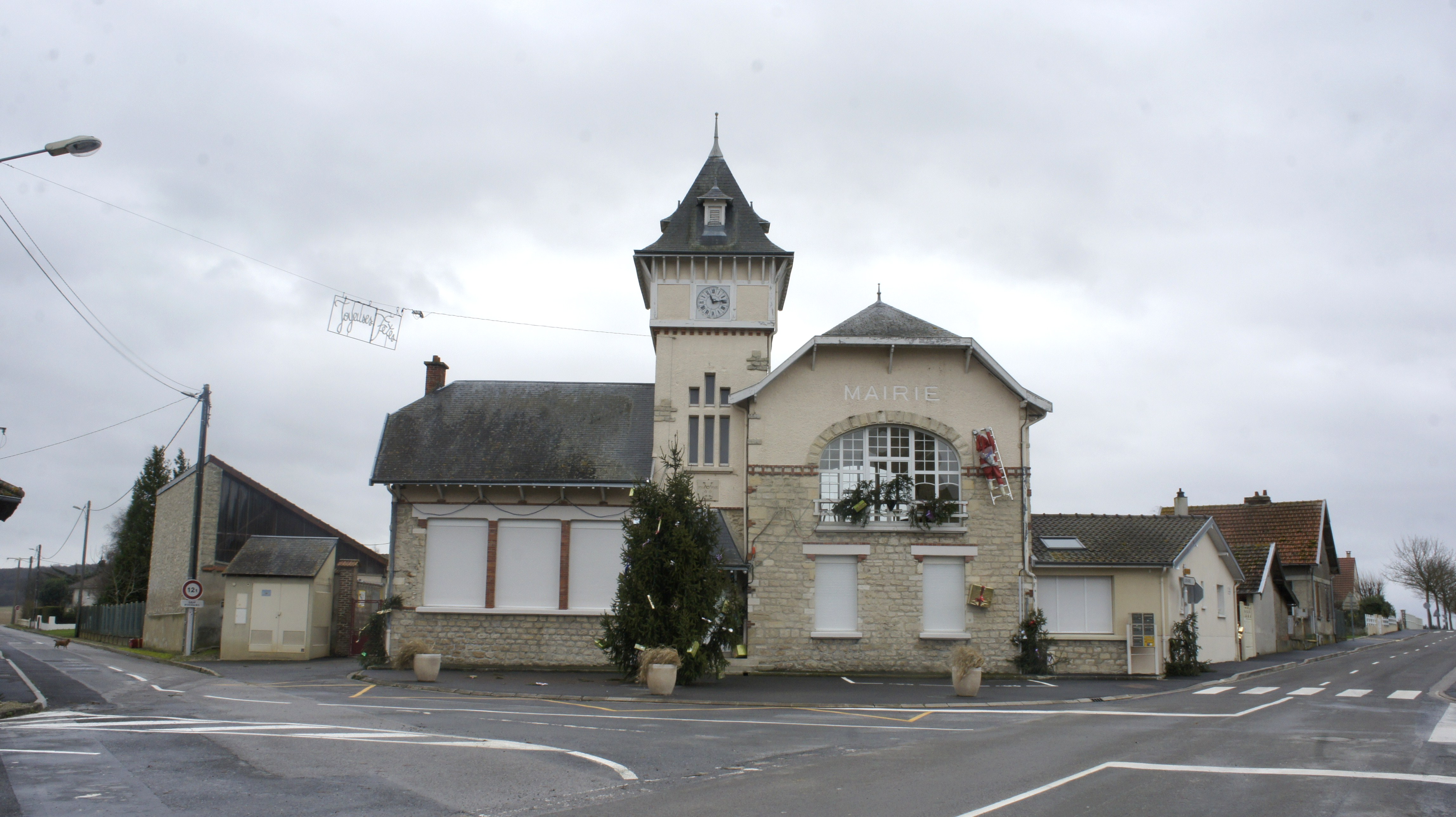
Gemeentehuis

## Geografie
De oppervlakte van Berméricourt bedraagt 8,2 km², de bevolkingsdichtheid is 13,3 inwoners per km².
De onderstaande kaart toont de ligging van Berméricourt met de belangrijkste infrastructuur en aangrenzende gemeenten.

## Demografie
Onderstaande figuur toont het verloop van het inwonertal (bron: INSEE-tellingen).